# Ковтун, Наталья Николаевна
Ната́лья Никола́евна Ко́втун (род. 27 мая 1964, Тула) — советская легкоатлетка, специалистка по спринтерскому бегу. Выступала за сборную СССР по лёгкой атлетике в конце 1980-х — начале 1990-х годов, обладательница серебряной и бронзовой медалей чемпионатов мира, победительница и призёрка первенств национального значения. Представляла Тулу и РСФСР. Заслуженный мастер спорта СССР. Также известна как тренер по лёгкой атлетике.

## Биография
Наталья Ковтун родилась 27 мая 1964 года в Туле.
Впервые заявила о себе в лёгкой атлетике на международном уровне в сезоне 1981 года, когда вошла в состав советской национальной сборной и выступила на юниорском европейском первенстве в Утрехте, где стала шестой в индивидуальном беге на 100 метров и пятой в эстафете 4 × 100 метров.
В 1987 году на чемпионате СССР в Брянске выиграла серебряную медаль в беге на 200 метров и в составе команды РСФСР взяла бронзу в эстафете 4 × 100 метров.
На зимнем чемпионате СССР 1988 года в Волгограде была второй в беге на 200 метров, тогда как на летнем чемпионате СССР в Таллине стала серебряной призёркой в эстафетах 4 × 100 и 4 × 400 метров.
В 1989 году на зимнем чемпионате СССР в Гомеле одержала победу в беге на 60 и 200 метров. Позже в дисциплине 200 метров завоевала бронзовую награду на чемпионате мира в помещении в Будапеште, выиграла серебряные медали в эстафете 4 × 100 метров на летнем чемпионате СССР в Горьком, на Кубке Европы в Гейтсхеде и на Кубке мира в Барселоне.
На чемпионате Европы в помещении 1990 года в Глазго выиграла серебряную медаль в беге на 200 метров, в то время как на чемпионате Европы в Сплите дошла до стадии полуфиналов в беге на 100 метров и участвовала в финальном забеге эстафеты 4 × 100 метров. Также отметилась выступлением на Играх доброй воли в Сиэтле, откуда привезла награду серебряного достоинства, выигранную в эстафете 4 × 100 метров.
В 1991 году на чемпионате страны в рамках X летней Спартакиады народов СССР в Киеве получила бронзу в беге на 100 метров и одержала победу в эстафете 4 × 100 метров. На последовавшем чемпионате мира в Токио дошла до полуфинала в дисциплине 100 метров и вместе с соотечественницами Галиной Мальчугиной, Еленой Виноградовой и Ириной Приваловой завоевала серебряную медаль в эстафете 4 × 100 метров — советских спортсменок здесь обошли только представительницы Ямайки.
Окончила Тульский государственный педагогический университет имени Л. Н. Толстого. Впоследствии работала тренером по лёгкой атлетике в тульской Специализированной детско-юношеской спортивной школе олимпийского резерва. Вместе со своим мужем Сергеем Сергеевичем Реутовым подготовила ряд титулованных спортсменов международного уровня, в том числе её подопечной была многократная чемпионка Европы и мира Олеся Зыкина. За выдающиеся достижения на тренерском поприще удостоена почётного звания «Заслуженный тренер России». Награждена медалью ордена «За заслуги перед Отечеством» II степени (2008).